# George Opdyke

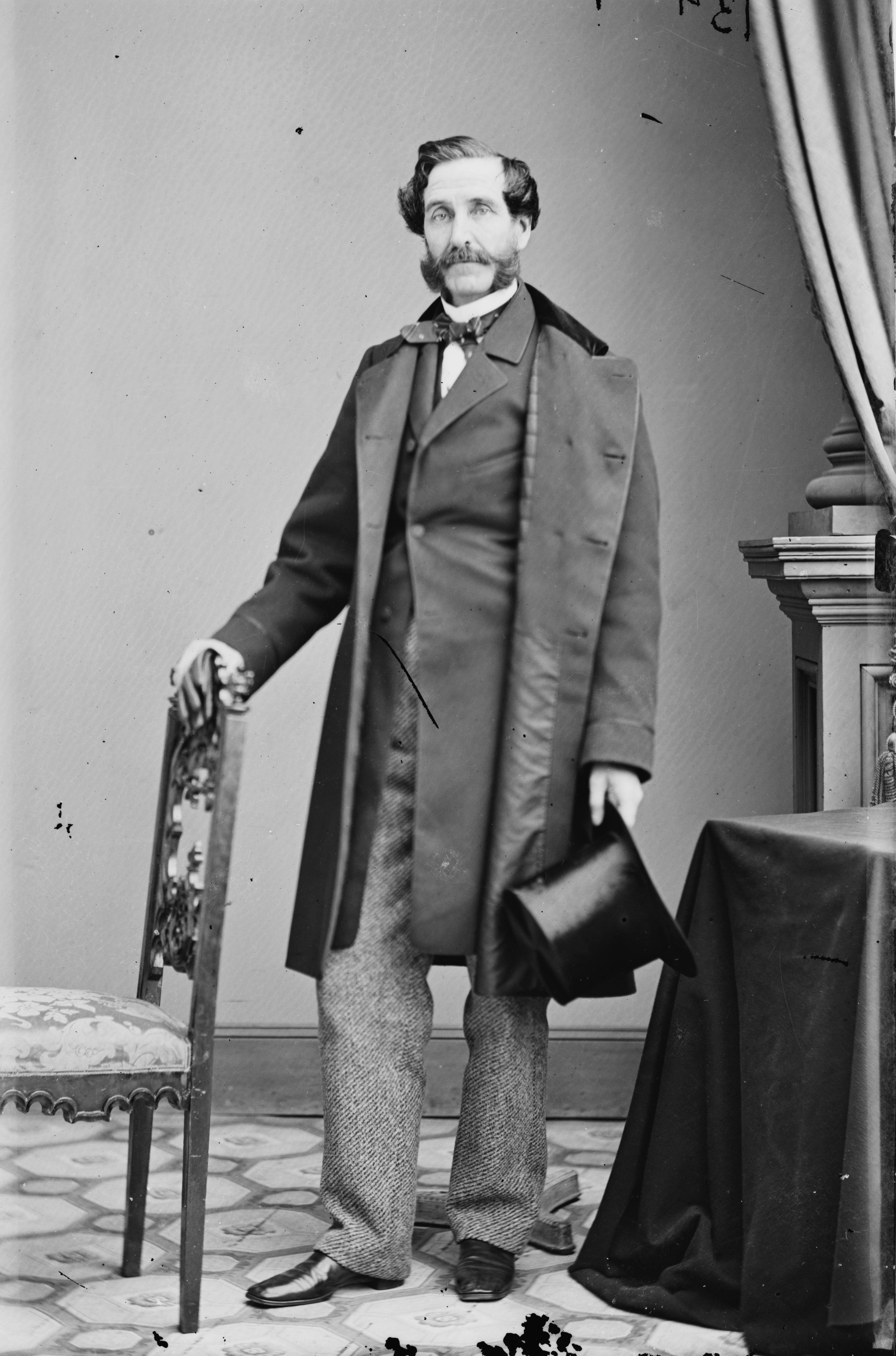
George Opdyke

George Opdyke (* 7. Dezember 1805 in Kingwood, Hunterdon County, New Jersey; † 13. Juni 1880 in New York City) war ein amerikanischer Unternehmer, ökonomischer Schriftsteller und US-amerikanischer Politiker. Zwischen 1862 und 1864 war er Bürgermeister der Stadt New York.

## Werdegang
George Opdyke  war ursprünglich Schneider. In diesem Beruf arbeitete er in den Städten Cleveland und New Orleans, ehe er sich 1832 im nördlichen Teil seines Geburtsstaates New Jersey niederließ. Dort und dann seit den 1850er Jahren in New York City stieg er in die Textilindustrie ein und wurde Kleiderfabrikant und Händler. Später stieg er auch in das Bankgewerbe ein.
Politisch schloss er sich zunächst der Free Soil Party an. 1848 nahm er als Delegierter an deren Bundesparteitag in Buffalo teil. Im selben Jahr bewarb er sich, noch für New Jersey, erfolglos um einen Sitz im Repräsentantenhaus der Vereinigten Staaten. Er war ein Gegner der Sklaverei. Allerdings beruhte dieser Widerstand gegen diese Institution weniger auf moralischen Gründen als auf wirtschaftlichen Gesichtspunkten. In den 1850er Jahren wurde er Mitglied der Republikanischen Partei. Im Jahr 1859 wurde er in die New York State Assembly gewählt; im Mai 1860 war er Delegierter zur Republican National Convention in Chicago, auf der Abraham Lincoln als Präsidentschaftskandidat aufgestellt wurde. Bei dessen Nominierung spielte er eine wichtige Rolle.
1861 wurde Opdyke als erster Republikaner zum Bürgermeister von New York gewählt. Dieses Amt bekleidete er zwischen 1862 und 1864.  Das Stadtgebiet von New York erstreckte sich bis 1898 im Wesentlichen auf den heutigen Stadtteil Manhattan. Opdykes Amtszeit fiel in die Zeit des  Bürgerkrieges. Er unterstützte die Sache der Union und stellte Truppen auf, die er auch selbst ausrüstete. Dabei gab es innerhalb der Bevölkerung seiner Stadt auch einigen Widerstand gegen den Krieg und die Kriegsmaßnahmen, wie die Draft Riots. Der Bürgermeister setzte sich aber darüber hinweg. Nach dem Ende seiner Zeit als Bürgermeister setzte George Opdyke seine unternehmerische Laufbahn fort. Er war auch Mitglied mehrerer Organisationen und Vereinigungen. Dazu gehörte auch die örtliche Handelskammer. Er starb am 13. Juni 1880.